# Roella prostrata
Roella prostrata är en klockväxtart som beskrevs av Ernst Meyer och A.Dc. Roella prostrata ingår i släktet Roella och familjen klockväxter. Inga underarter finns listade i Catalogue of Life.